# Melychiopharis cynips
Espèce
Melychiopharis cynips est une espèce d'araignées aranéomorphes de la famille des Araneidae.

## Distribution
Cette espèce est endémique du Brésil.

## Description
La femelle holotype mesure 2,5 mm.

## Publication originale
- Simon, 1895 : Histoire naturelle des araignées. Paris, vol. 1, p. 761-1084 (texte intégral).